# 贵概区
贵概区，是缅甸联邦第一特区贵概县下辖的一个区。

## 行政区划
贵概区下辖以下等乡镇：
- 贵概镇[2]